# Rosier de vigne
Pour les articles homonymes, voir Rosier (homonymie).
Les rosiers de vigne sont des plants de rosier occasionnellement plantés au début des rangs de vignes, en tête de parcelle de vignobles, pour aider les viticulteurs à détecter naturellement les contaminations de certaines maladies de la vigne.
Avec l'amélioration du suivi des contaminations de maladies et des populations de ravageurs, les rosiers sont également restés pour remplir une fonction esthétique.

## Historique
Leur utilisation dans le monde entier pour la défense des cultures et la lutte contre les ravageurs, est probablement ancestrale. Les rosiers (ou parfois les pêchers de vigne) sont sensibles à des souches de maladies ou d'insectes similaires ou identiques à ceux de la vigne, ils peuvent donc parfois prévenir plus tôt de certaines attaques par des organismes ravageurs de la vigne.

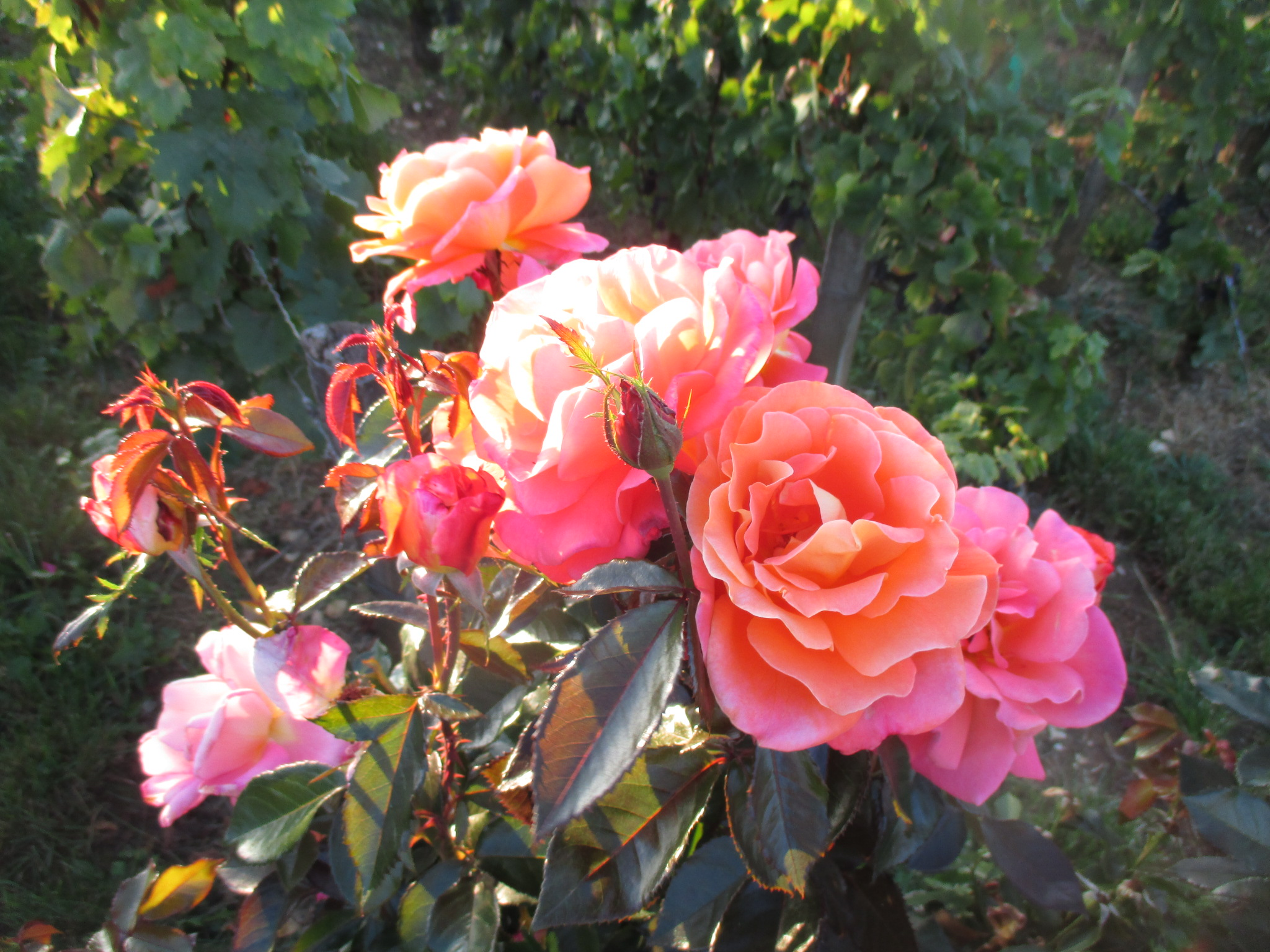
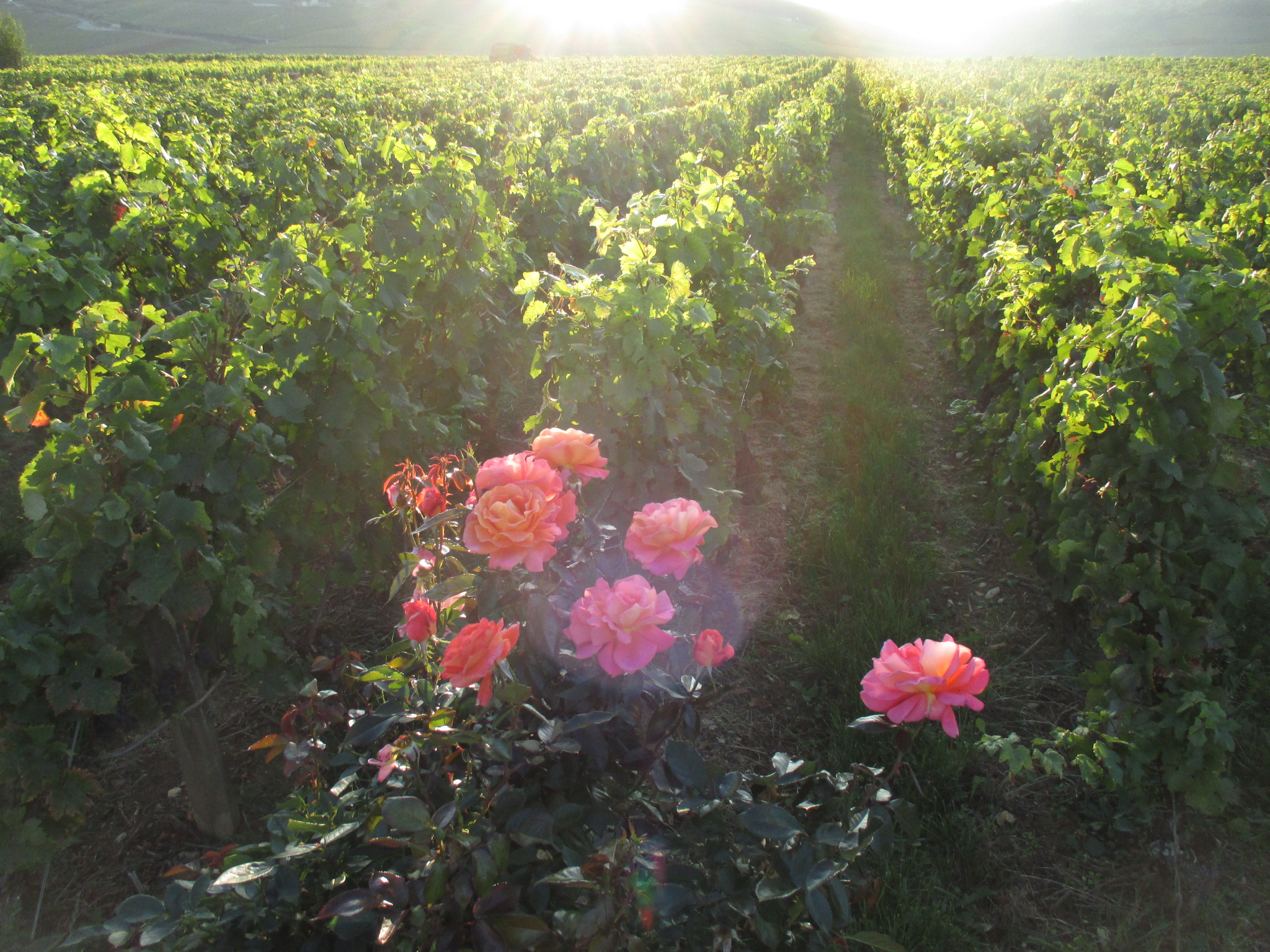
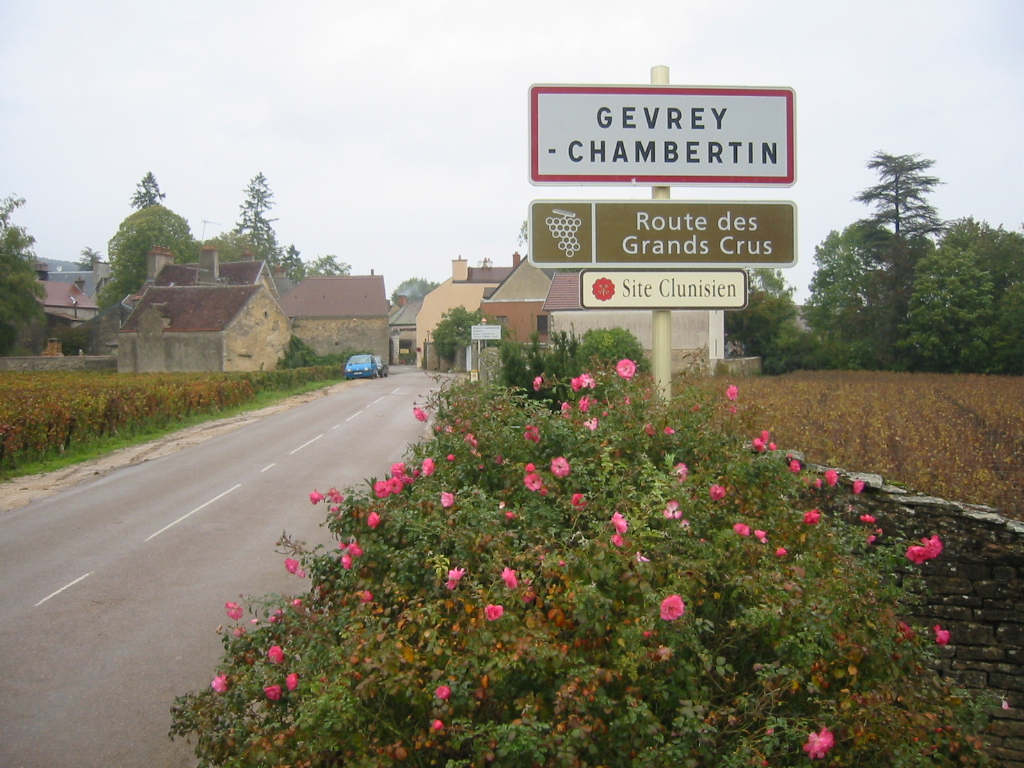

Avant l’avènement progressif des tracteurs agricoles des années 1950, des rosiers pouvaient également servir de repères visuels aux chevaux de trait, pour mieux percevoir le bout des rangs, et éviter d'arracher accidentellement piquets et pieds de vignes,.

## Maladies et ravageurs communs
Des maladies de la vigne communes aux rosiers peuvent entraîner des pertes de récoltes, altérations de qualité du vin, affaiblissement des ceps, voire être fatales aux récoltes ou à la viticulture en général.

### Botrytis
La même forme de Botrytis cinerea est retrouvée chez la vigne et le rosier[réf. nécessaire].
Sur la vigne la sensibilité existe de la floraison à la maturation des grappes. Lorsque les fleurs sont affectées, elles ne donnent pas de baies et cela implique une baisse de quantité de récolte. Les plus gros dégâts s'observent par le pourrissement des baies, sur les grappes à maturité.
Sur le rosier la pourriture grise est principalement une maladie des fleurs et des bourgeons, les feuilles étant moins souvent attaquées. Les bourgeons infectés pourrissent sur la tige et l’infection peut progresser vers le bas de la tige. Sur les pétales il forme des anneaux roses.

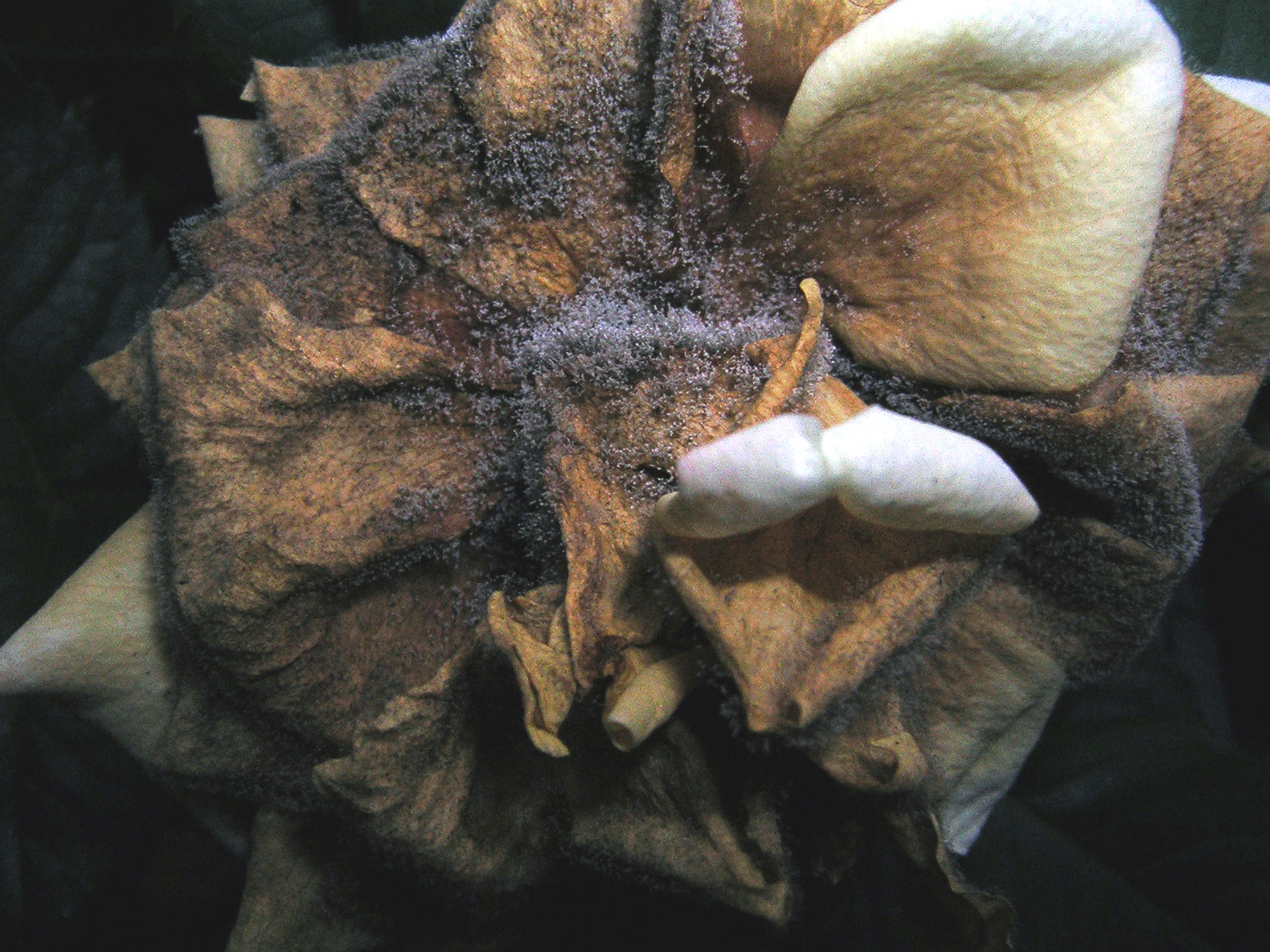
Botrytis cinerea sur une rose.
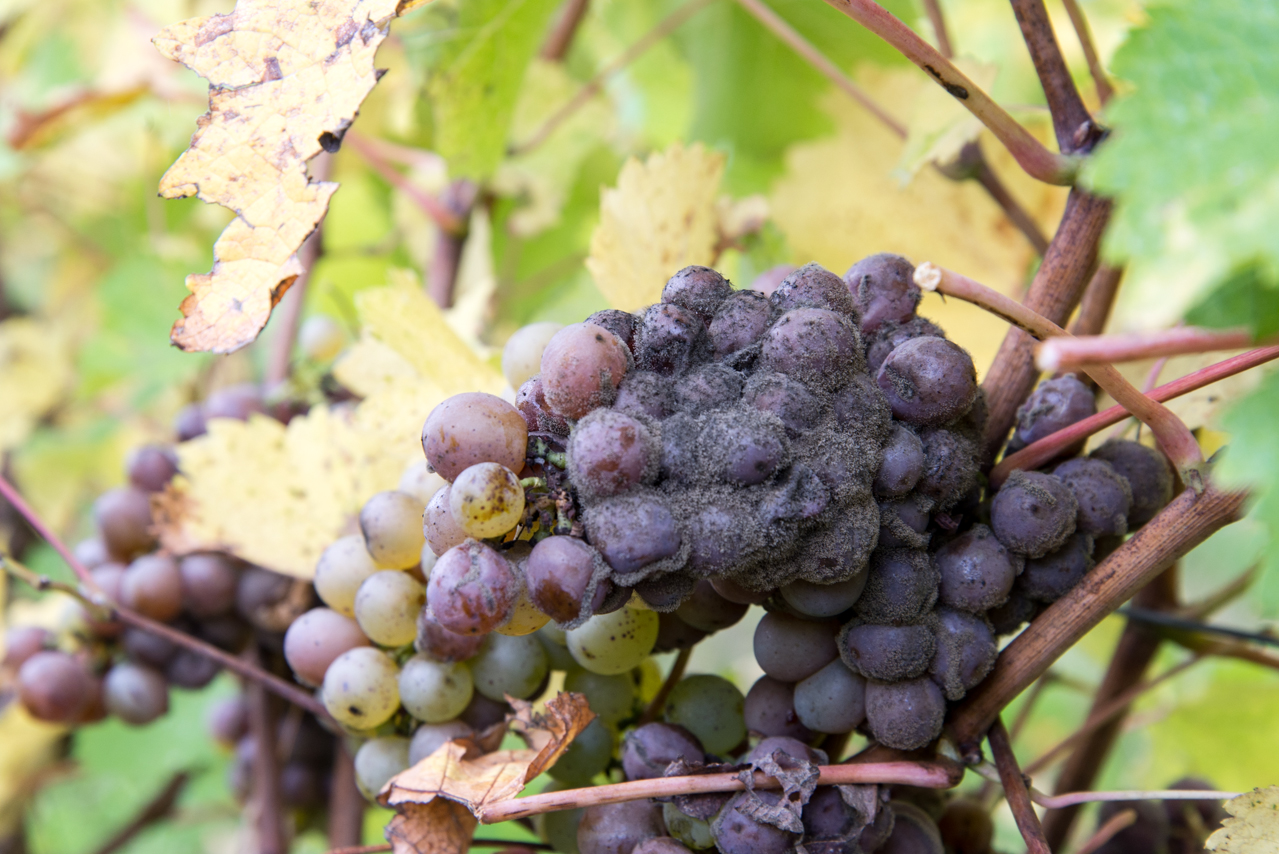
Botrytis cinerea sur grappe de raisin.

### Oïdium
Le rosier est sensible à une forme d'oïdium (Podosphaera pannosa) différente de celui de la vigne (Erysiphe necator).
En revanche, les conditions climatiques de développement des deux formes sont similaires, et peuvent donc se développer en même temps, chacun sur sa plante cible. Il se peut que les symptômes plus précoces sur le rosier, permettent d'alerter sur les conditions favorables au développement de l'oïdium de la vigne, et ainsi pour le viticulteur de traiter la vigne.

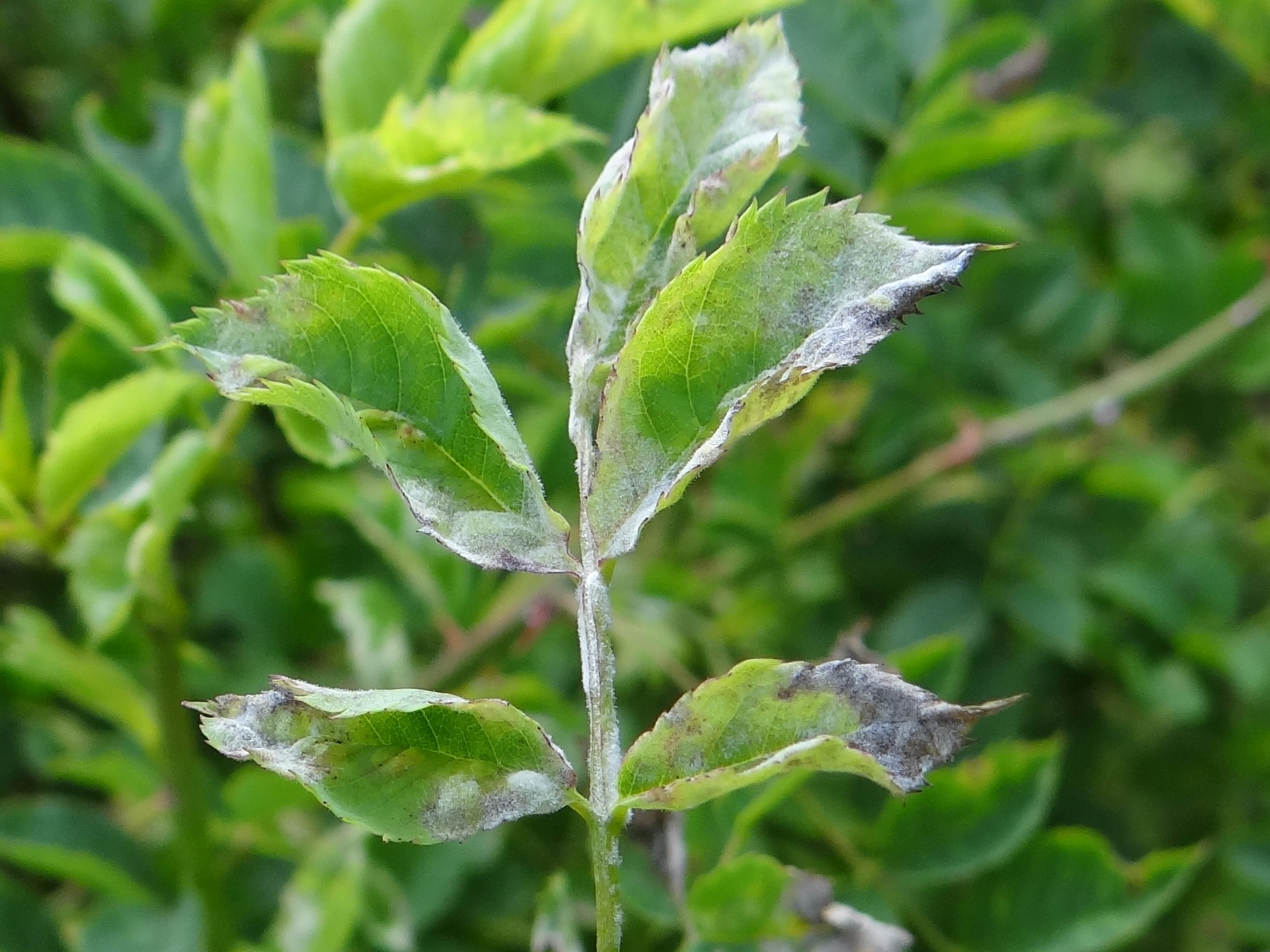
Oïdium sur rosier.
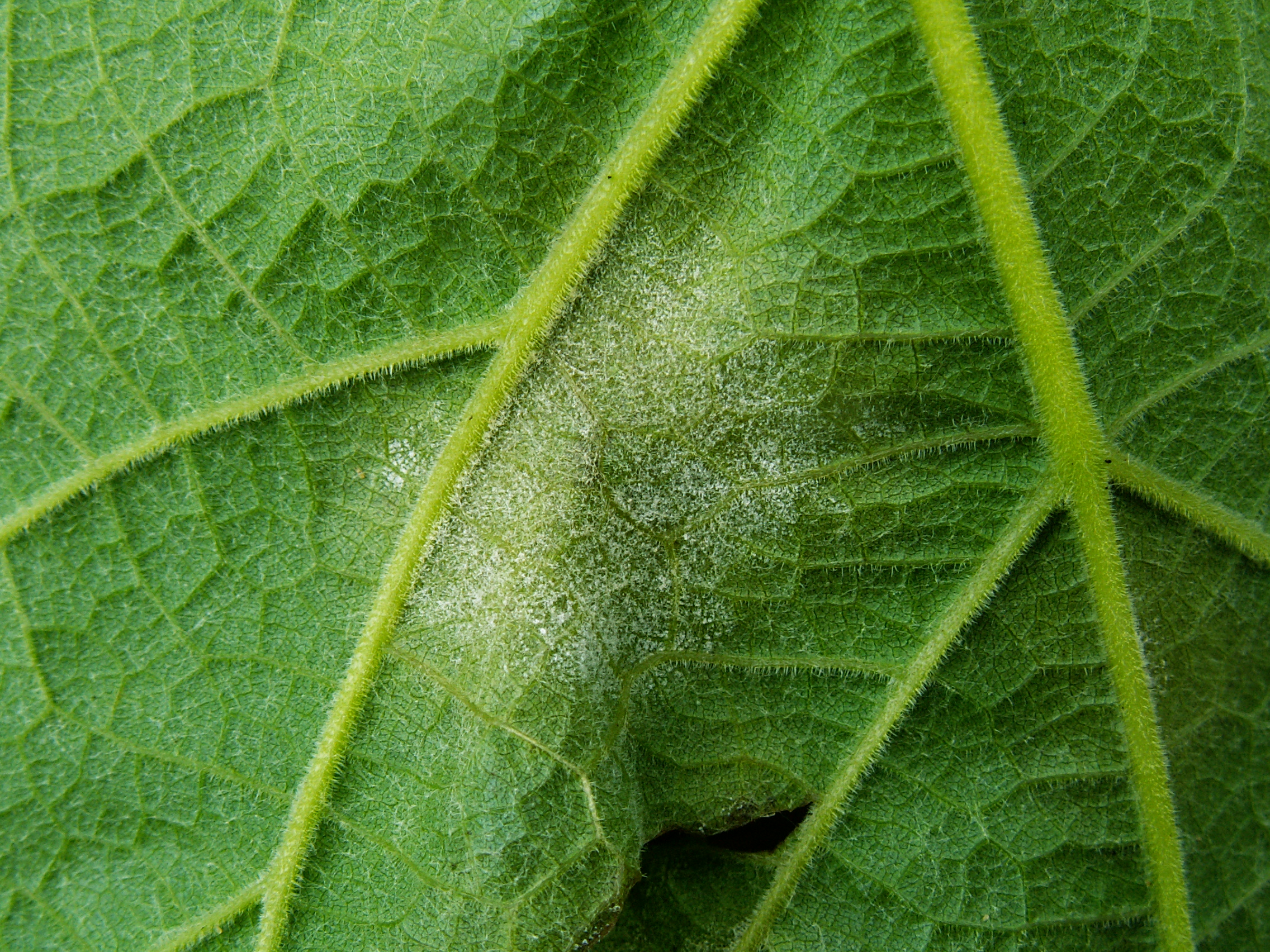
Oïdium sur vigne.

#### Mildiou
Le mildiou a une forme différente chez la vigne (Plasmopara viticola), et chez le rosier (Peronospora sparsa), là aussi les conditions de développement sont cependant proches.

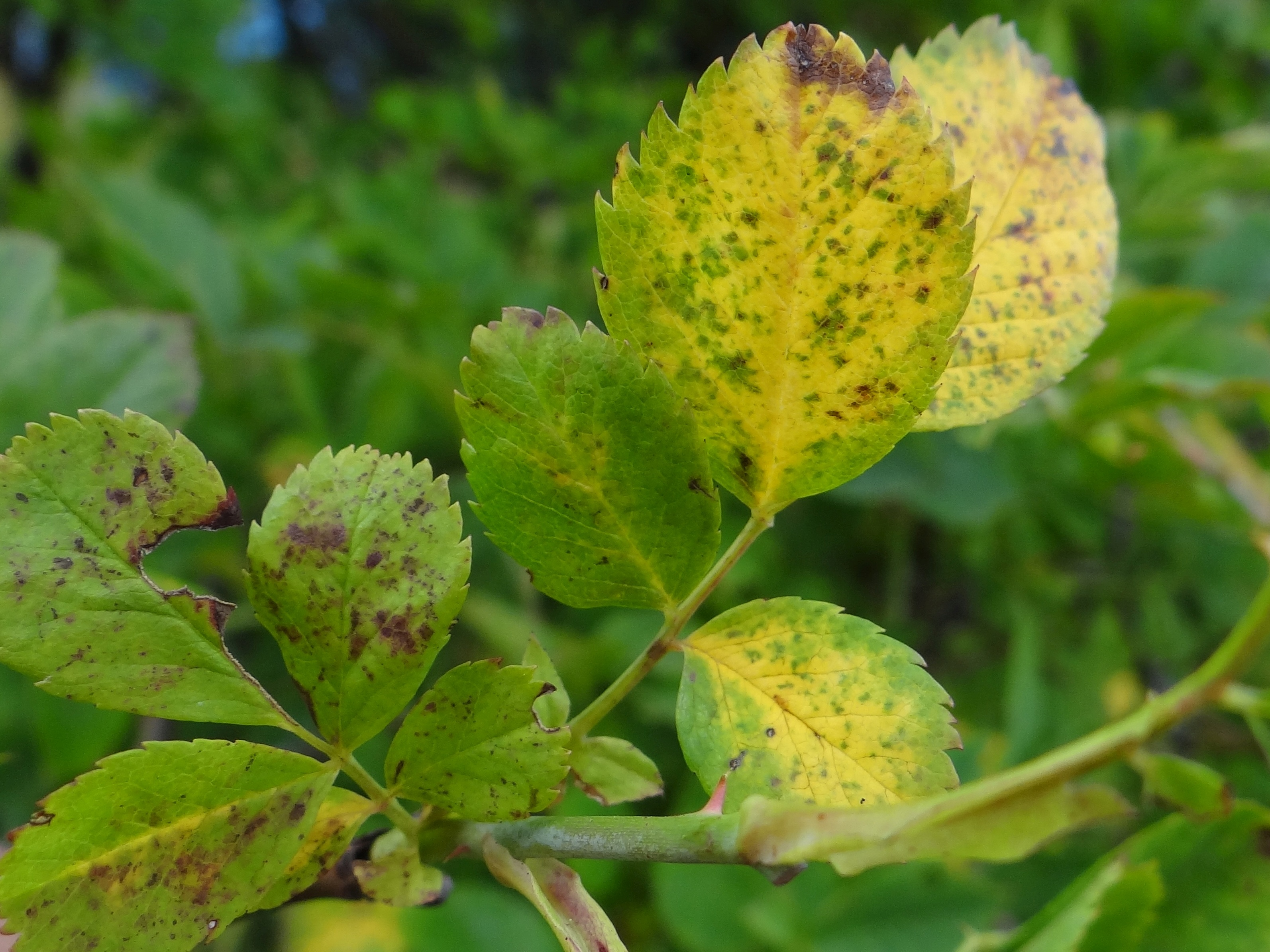
Mildiou sur rosier.
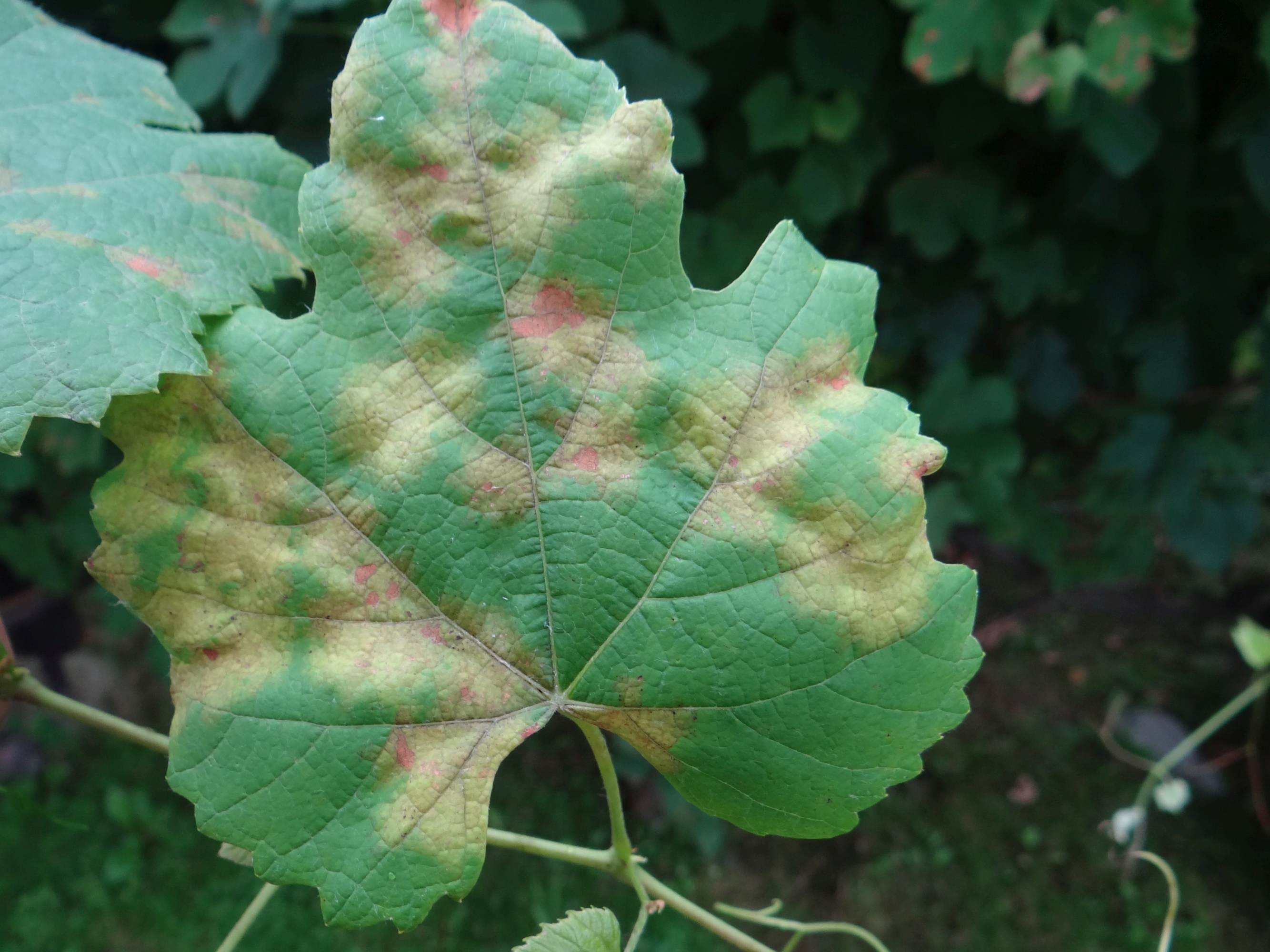
Mildiou sur vigne.

### Insectes
Différents insectes ont des formes similaires chez le rosier et la vigne, comme le charançon (Otiorhynchus sulcatus), les cochenilles (Aulacaspis rosae pour le rosier, et Pulvinaria vitis pour la vigne), et les altises.

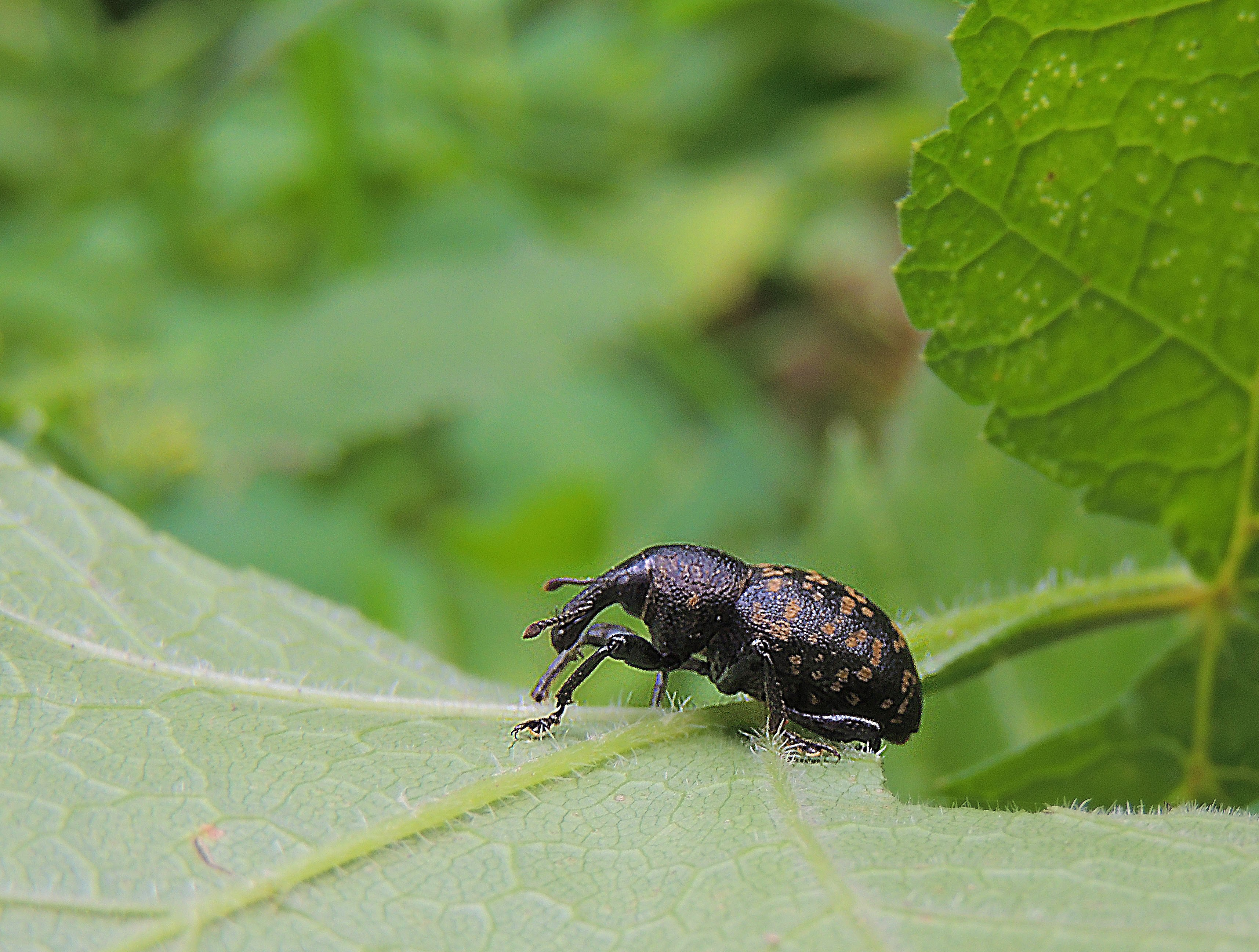
Charançon.
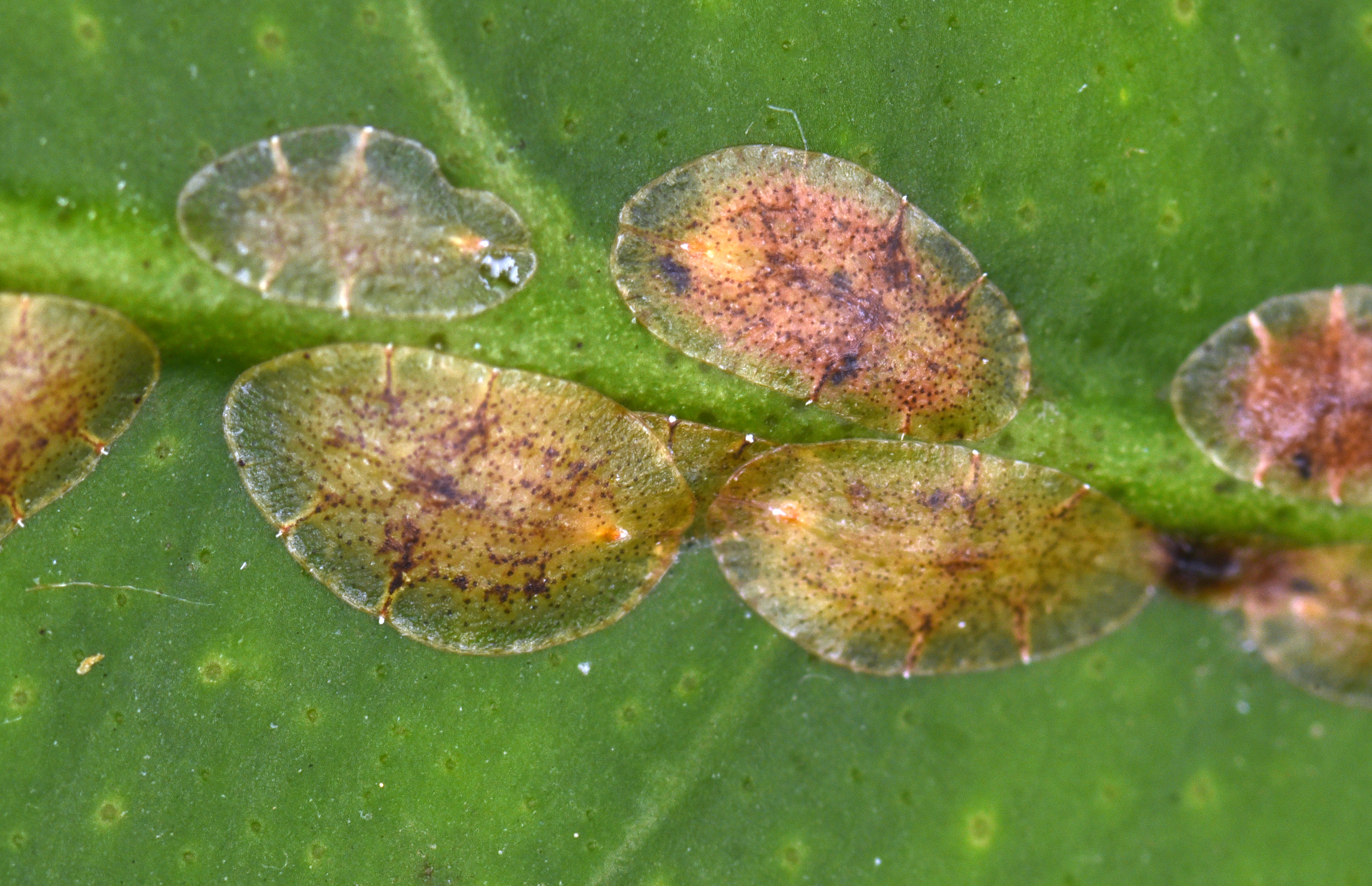
Cochenilles
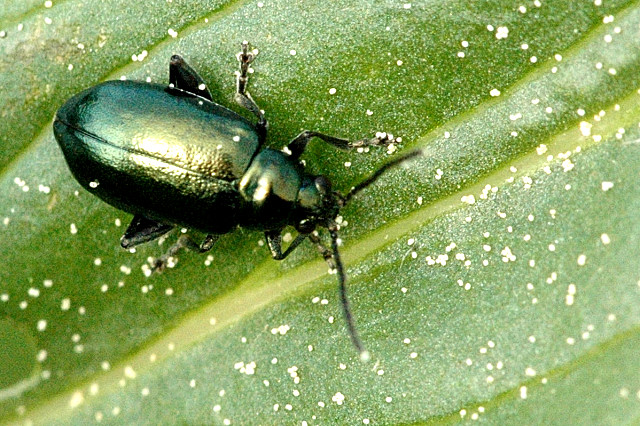
Altise.